# Sirdārpore
Sirdārpore är en ort i Indien.   Den ligger i distriktet Dhār och delstaten Madhya Pradesh, i den centrala delen av landet, 700 km söder om huvudstaden New Delhi. Sirdārpore ligger 504 meter över havet och antalet invånare är 6 120.
Terrängen runt Sirdārpore är platt. Runt Sirdārpore är det ganska tätbefolkat, med 172 invånare per kvadratkilometer. Närmaste större samhälle är Rajgarh, 3,6 km väster om Sirdārpore. Trakten runt Sirdārpore består till största delen av jordbruksmark.